# 藤澤車站

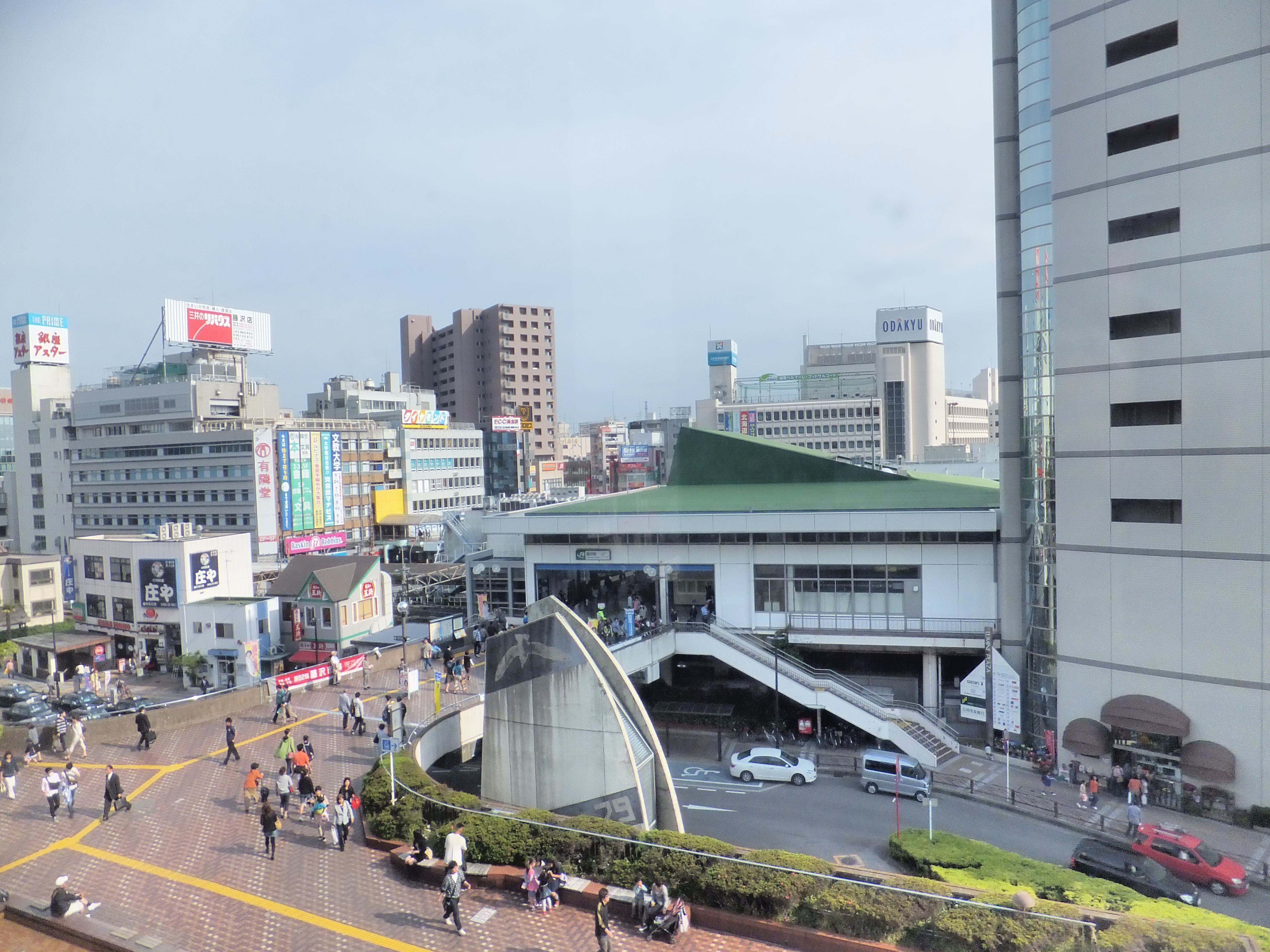
北口遠景（2012年5月）

藤澤車站（日语：〔〕／〔〕 Fujisawa eki */?）是一個位於神奈川縣藤澤市藤澤及南藤澤，屬於東日本旅客鐵道（JR東日本）、小田急電鐵、江之島電鐵（江之電）的鐵路車站。

## 概要
如同其名，本站為藤澤市的玄關口。
隨著1887年（明治20年）7月11日官營鐵道舊橫濱站～國府津站間開通，作為藤澤宿玄關口的藤澤站開業。但由於線形問題，車站選則在當時藤澤宿中心（東海道旁）往南1公里處設站。當時周邊尚未發展。
之後，市役所等公共設施陸續移往車站周邊，站前也吸引許多商店進駐，形成湘南地域重要的繁華街。但在1990年代後半起，大型店陸續退出，商業活動逐漸空洞化。
站前可搭乘多條巴士路線，是市內的公共交通節點。

## 停靠路線
此站有以下3間公司的路線停靠，是轉乘站。
- JR東日本 ■東海道本線 - 停靠東京站到發系統與途經新宿站和大宮站直通高崎線的湘南新宿線、途經東京站和上野站直通東北本線（宇都宮線）、高崎線的上野東京線等列車。本站的乘客人數在神奈川縣內名列前茅，但平常不停靠特急列車。運行形態的詳細資料請參見「東海道線 (JR東日本)」。
- 小田急電鐵  江之島線 - 所有通過列車都停靠本站，班表上有許多本站起訖的班次。設有「OE13」的車站編號。
- 江之島電鐵  江之島電鐵線 - 此站為起點，設有「EN01」的車站編號。

### 東海地震的應對
在發布東海地震警戒宣言時，東海道本線與小田急江之島線僅行駛至本站，本站以西停駛。

## 歷史

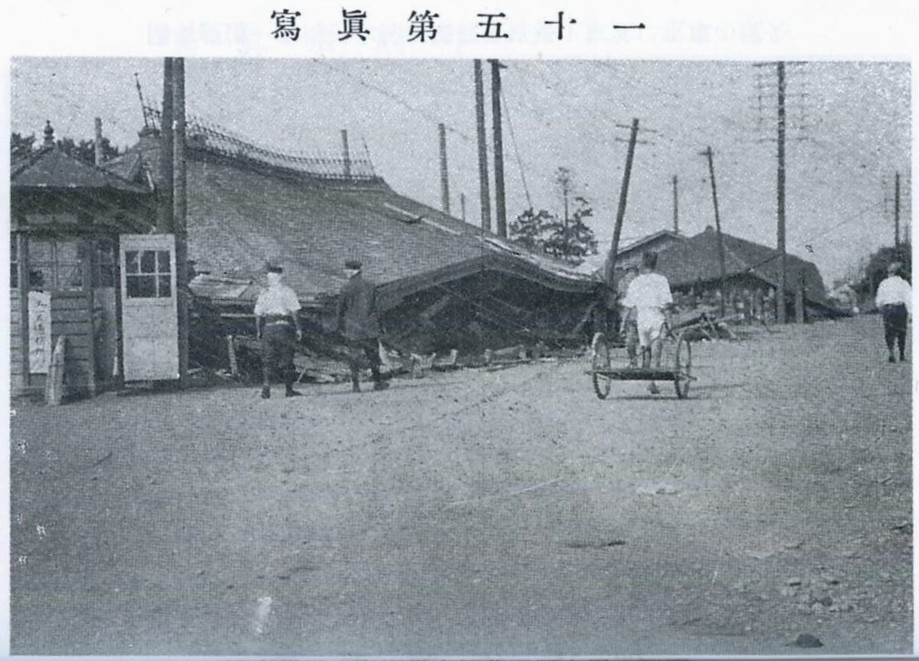
1923年關東大地震中倒塌的藤澤站

- 1887年（明治20年）7月11日 - 國鐵（之後的東海道本線）舊橫濱站～國府津站間開通，本站開業。開始客運、貨運服務。
- 1902年（明治35年）9月1日 - 江之島電鐵車站開業。
- 1929年（昭和4年）4月1日 - 小田急江之島線車站於藤澤町東橫須賀464番地開業。
- 1969年（昭和44年）10月1日 - 貨運業務移交給新設的湘南貨物站（日语：湘南貨物駅）。
- 1974年（昭和49年）6月7日 - 江之島電鐵新站房啟用。
- 1977年（昭和52年）
  - 10月15日 - 北口地下道開通。
  - 12月1日 - 小田急藤澤站新站房完成。
- 1980年（昭和55年）
  - 國鐵站跨站式站房完成。
  - 6月1日 - 南北自由通路啟用。
- 1985年（昭和60年）3月14日 - 國鐵站廢止托運業務。
- 1987年（昭和62年）4月1日 - 國鐵分割民營化，國鐵車站成為JR東日本車站。
- 1989年（平成元年）4月1日 - VIEW PLAZA（日语：びゅうプラザ）開業。
- 1993年（平成5年）12月1日 - JR東日本新增1、2號月台（Liner用月台）。原來的月台編為3、4號月台。
- 2001年（平成13年）11月18日 - JR東日本啟用IC卡Suica。
- 2006年（平成18年）3月10日 - JR東日本3、4號月台辻堂側的KIOSK整修為「湘南電車KIOSK」。
- 2007年（平成19年）
  - 3月3日 - 拓寬JR東日本與小田急之間的天橋與連絡剪票口。同時全通道設置自動驗票閘門。
  - 3月18日 - 小田急電鐵與江之島電鐵啟用IC卡PASMO。
- 2009年（平成21年）3月 - 小田急的列車資訊顯示器改為全彩LED式。

## 構造

### JR東日本
JR站區位於地面，並設有跨站式站房。
月台採島式月台2面4線設計。1、2號月台為貨運線月台，一般客運列車不會使用，只有「湘南專線」列車使用。但部分「湘南專線」列車於客運線運行，所以部分班次會使用3、4號月台。
以往曾使用長於10輛編組的「早安專線新宿」、「專線往返小田原」號列車，停靠本站時部分車門需要隔離不開啟。
3、4號月台近辻堂車站側設有模仿80系電聯車（1950－1980年代東海道線的主力車輛，也是橘色、墨綠相間「湘南電車」配色的始祖）外觀的Kiosk便利商店，成為該站一大特色。這個外觀非常特殊的便利商店設於2006年，是紀念80系的後繼車－113系電聯車於該年3月17日退出東海道線服務。2016年進行整修。
平日早晨尖峰時刻有兩班本站始發的上行列車。始發列車到站前月台人潮十分擁擠。
車站大廳剪票口外有NEWDAYS。

#### 月台配置

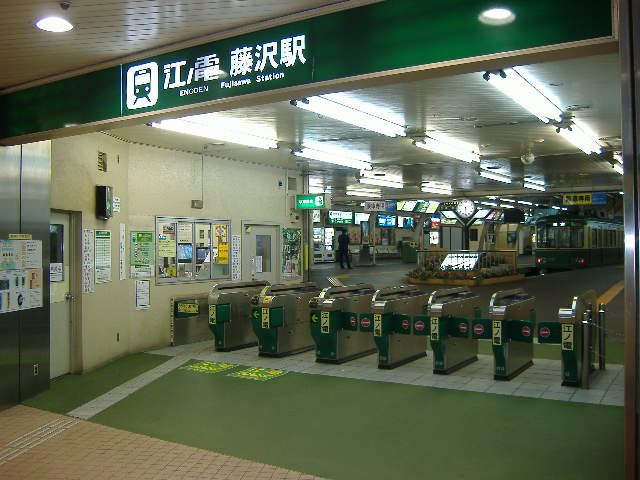
剪票口
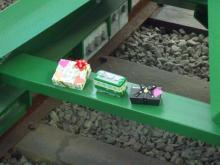
軌道末端止衝擋上的小裝飾
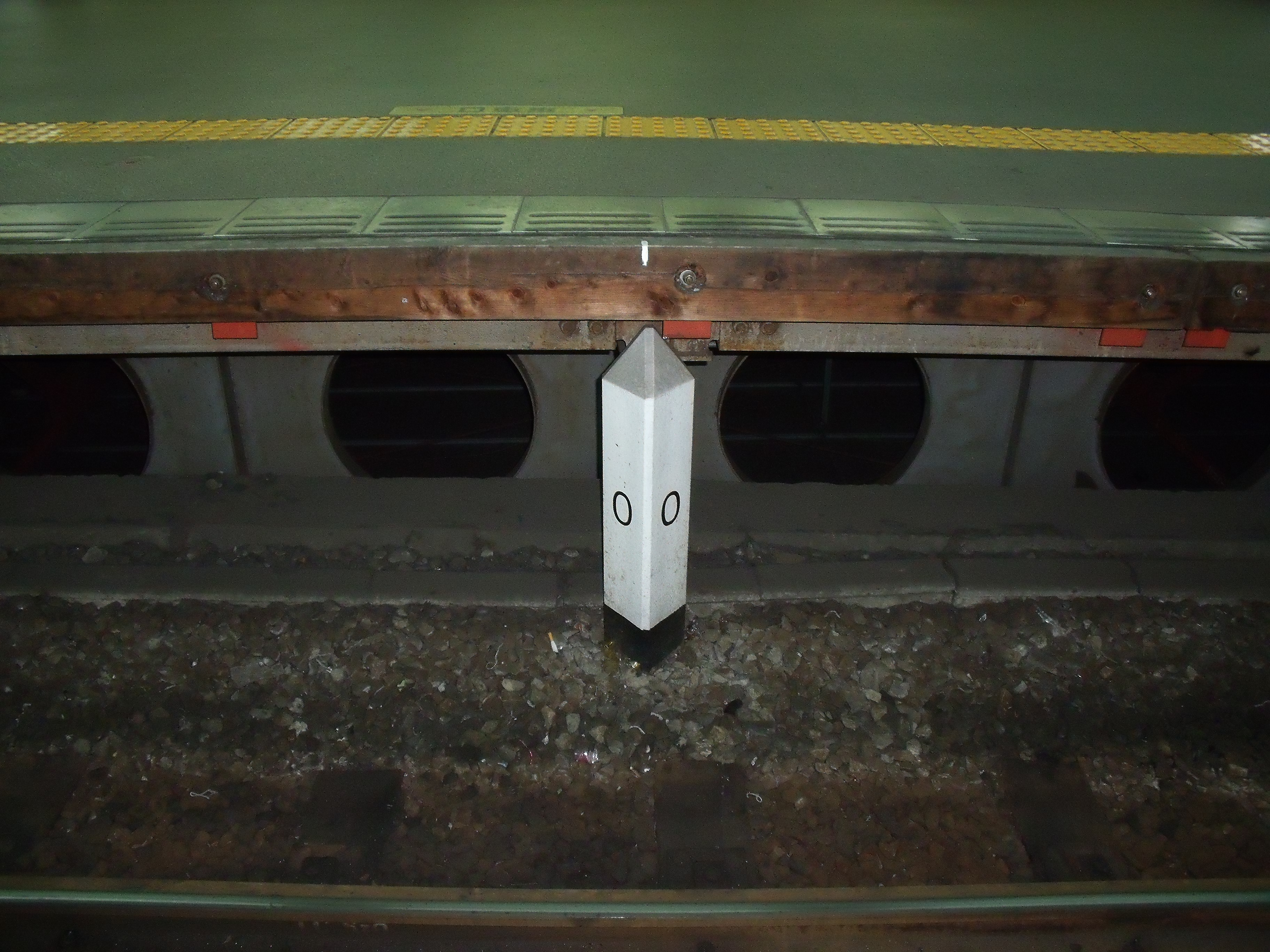
0km里程牌

| 月台 | 路線                       | 方向 | 目的地                                         | 備註                                                           |
| ---- | -------------------------- | ---- | ---------------------------------------------- | -------------------------------------------------------------- |
| 1    | 東海道線 （□特急「湘南」） | 上行 | 品川、東京、新宿方向                           | 本來為東海道貨物線月台                                         |
| 2    | 東海道線 （□特急「湘南」） | 下行 | 平塚、國府津、小田原方向                       | 本來為東海道貨物線月台                                         |
| 3    | 東海道線                   | 上行 | 橫濱、品川、東京、上野方向 （包括■上野東京線） | 經上野站直通■宇都宮線、■高崎線 部分Liner使用（大船、戶塚方向） |
| 3    | 湘南新宿線                 | 北行 | 橫濱、澀谷、新宿方向                           | 經大宮站直通■高崎線                                            |
| 4    | 東海道線                   | 下行 | 茅崎、平塚、小田原、熱海方向                   | 部分Liner使用                                                  |

（來源：JR東日本:車站構內圖 （页面存档备份，存于））
- 上野東京線顏色以■紫色表示，但實際上月台皆以■橘色作為代表。

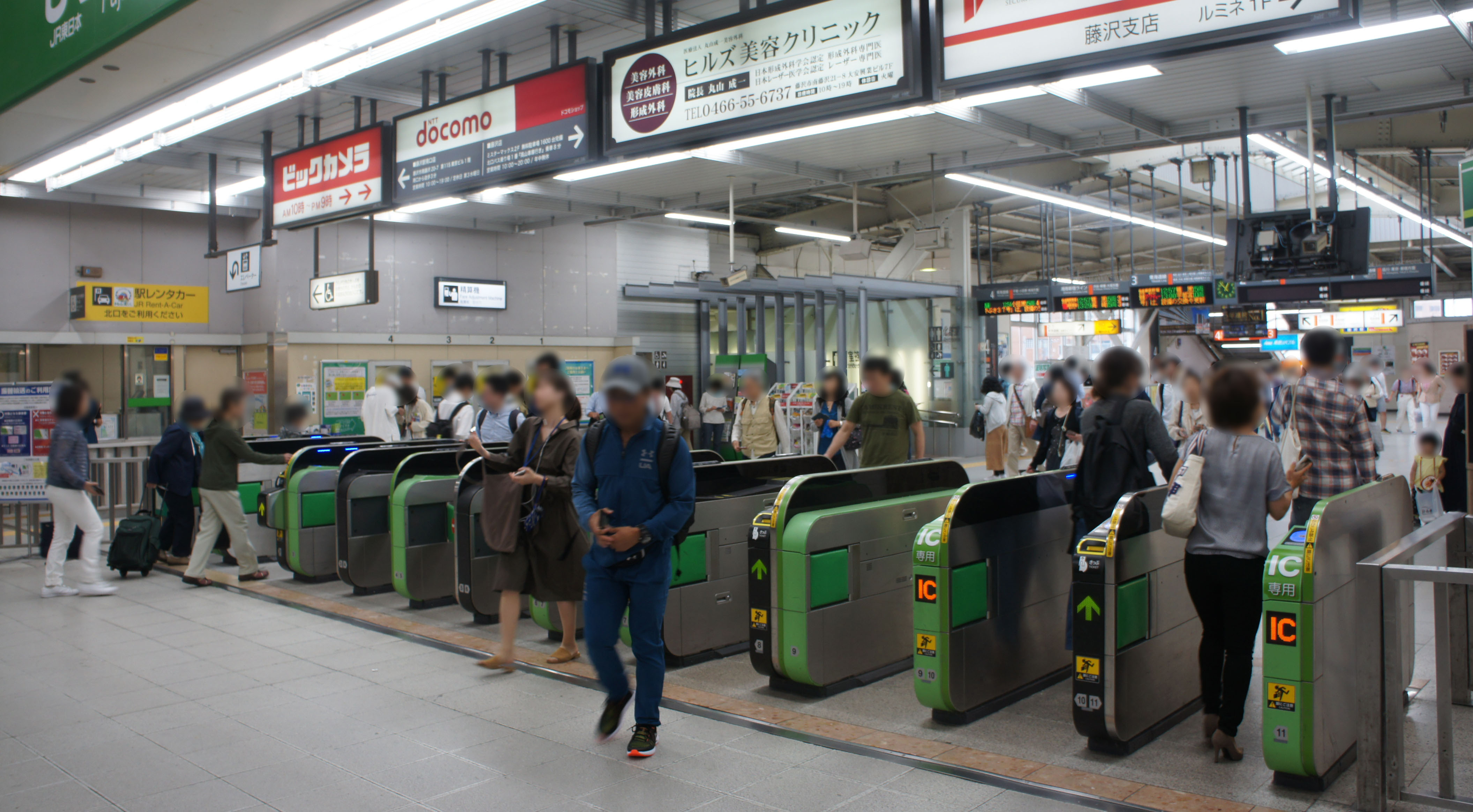
JR閘口（2019年6月）
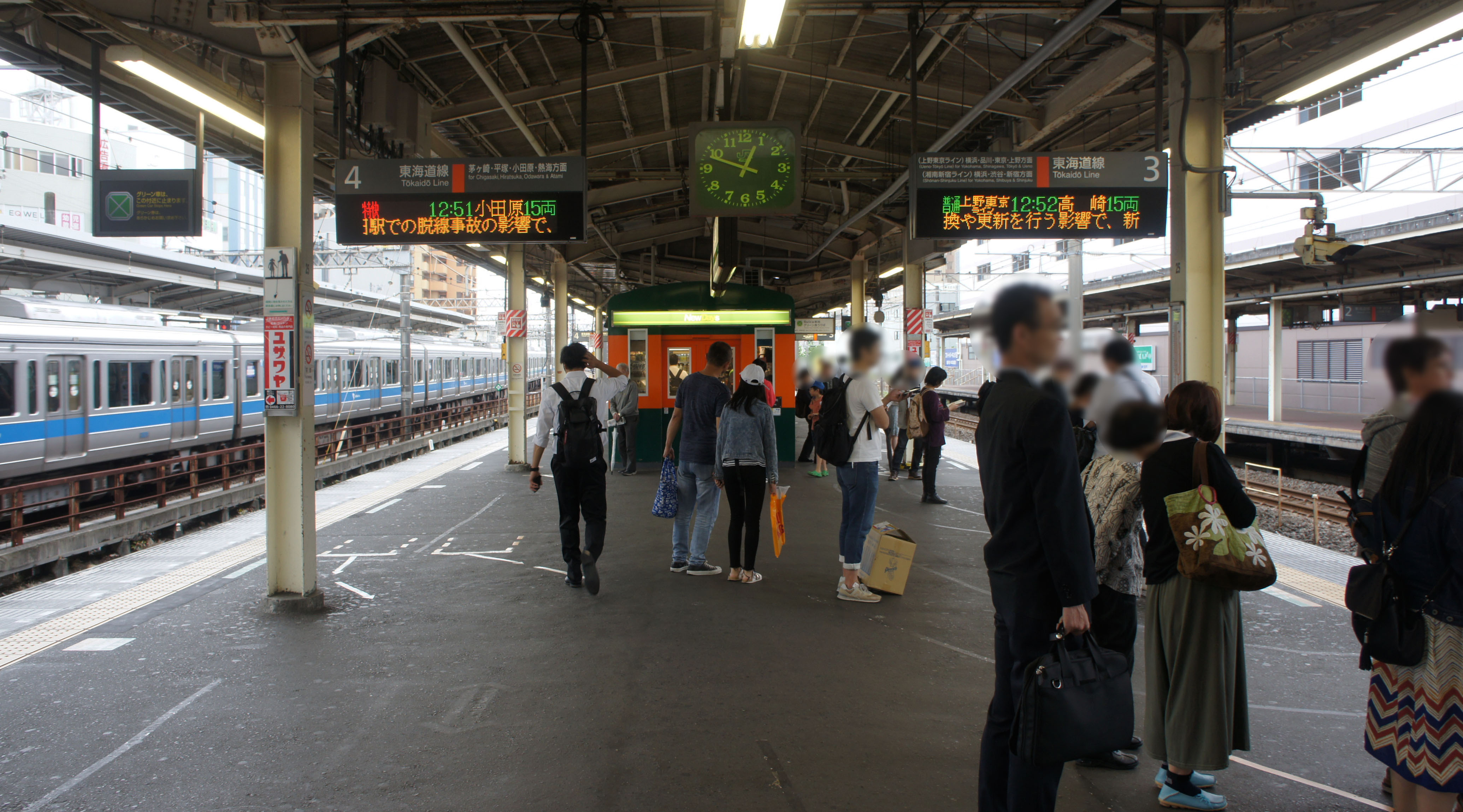
JR3、4號月台（2019年6月）
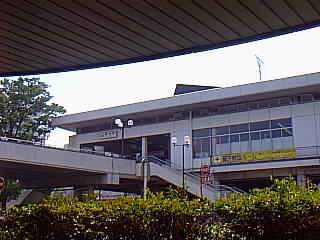
北口
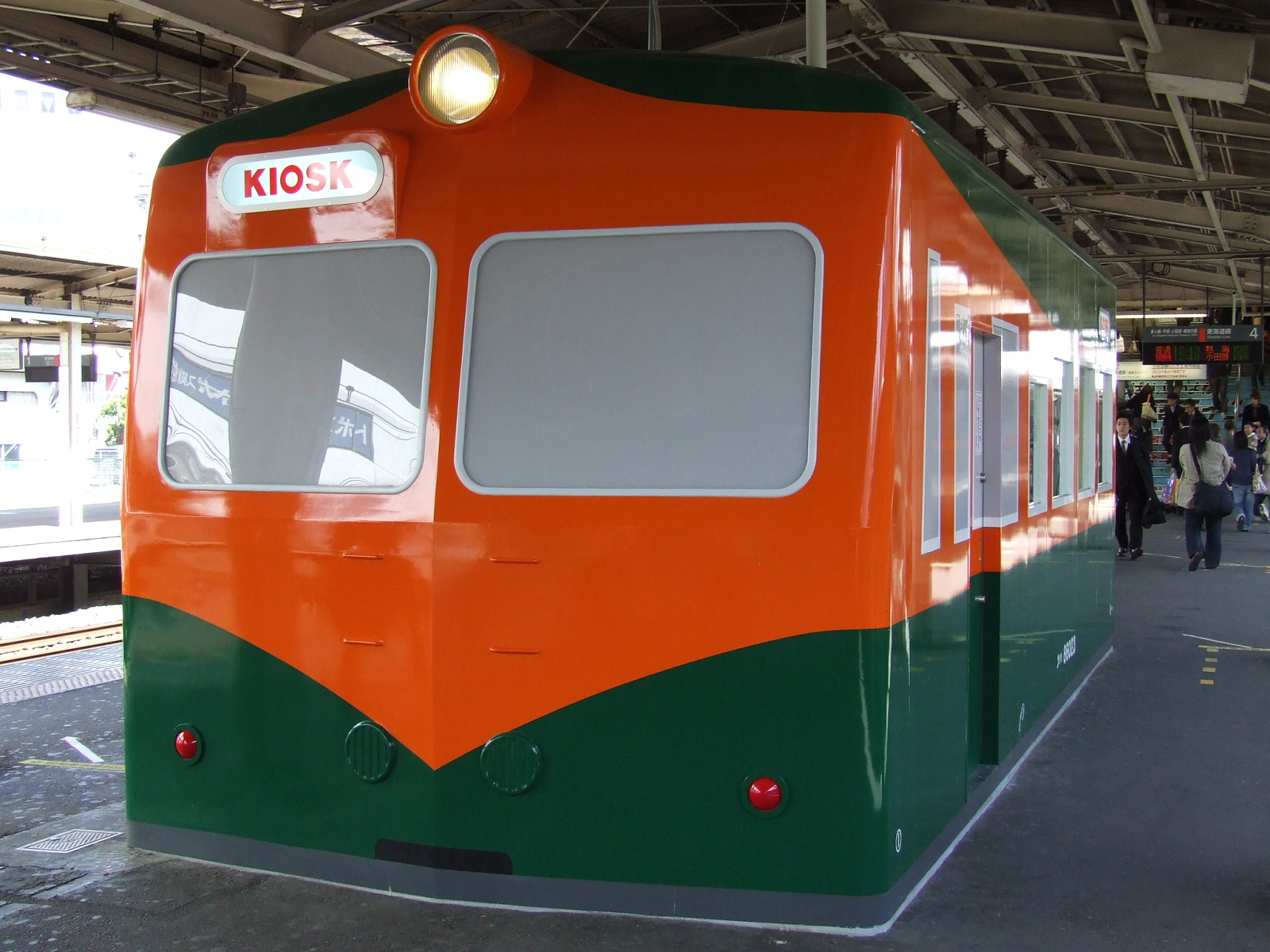
藤澤車站JR東日本月台上的「湘南電車KIOSK」便利商店

### 小田急電鐵

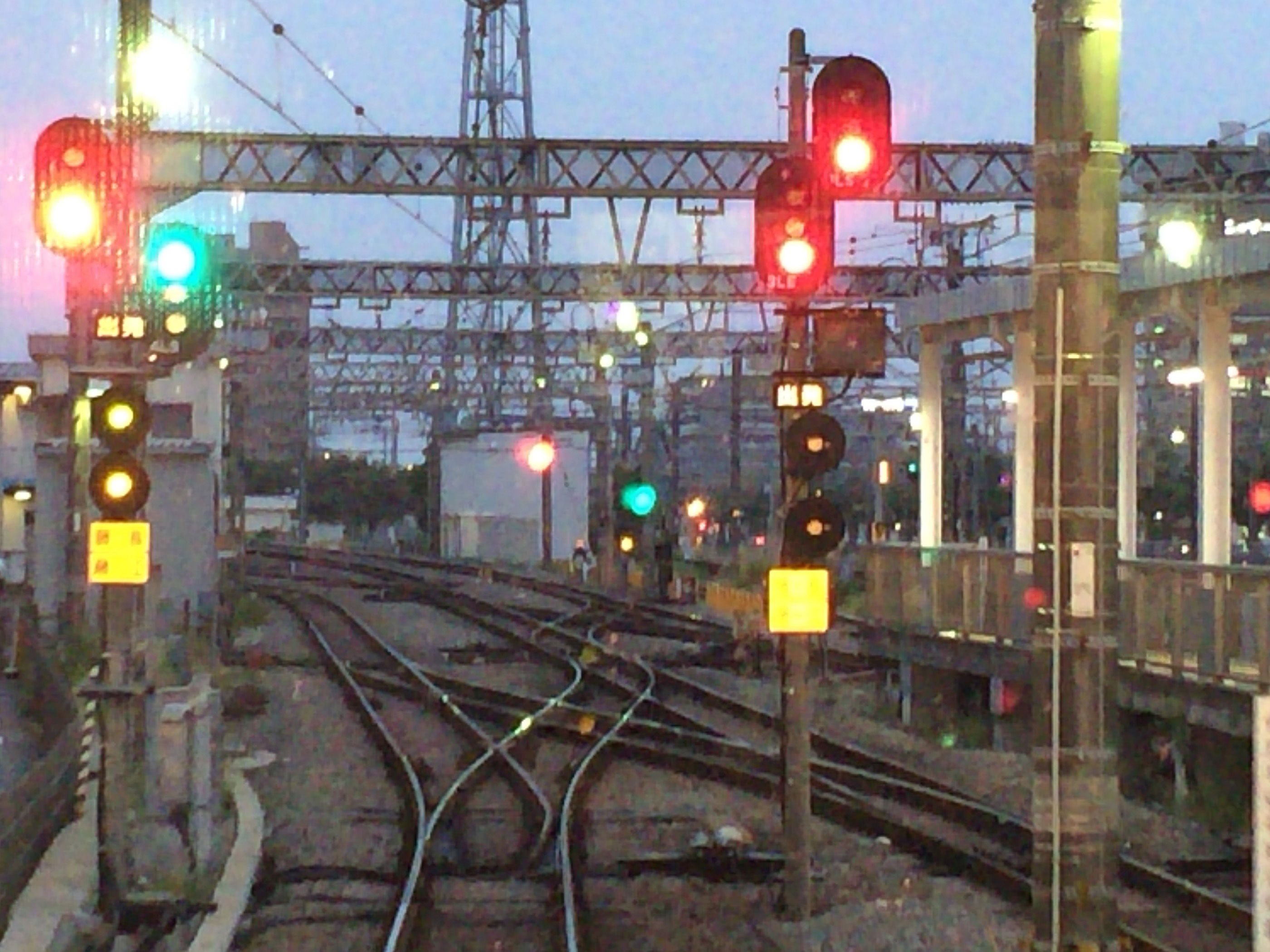
小田急線路

小田急站區是港灣式月台2面3線地面車站，位於JR站區南側。雖然小田急站區與JR站區有樓梯相連，但實際上兩個站區是兩座不同的建築物，月台東端有止衝擋。經本站往相模大野方向或片瀨江之島方向的列車，進站後均需以折返方式繼續前往目的地。
原先江之島線的路線計畫是從本站繼續往江之島延伸，基本上與現行江之島電鐵線完全平行。由於此計畫實現後會奪去江之島電鐵原有的客量，因此小田急按鐵道省的指示，改用現行的折返式配置往西前進，避開江之島電鐵的路線。
另外，月台西側設有跨線橋連接JR站區月台，橋上也設置了換乘用自動剪票機。
浪漫特快「江之島」與「Homeway」（僅下行）停靠本站。
本站為小田急電鐵管區長、站長所在站，管理「藤澤管區」中央林間～片瀨江之島間與「藤澤管內」六會日大前～片瀨江之島間
2009年3月，列車資訊顯示器更新為全彩LED式。
2012、2013年度進行月台屋頂增設工程。

#### 月台配置
| 月台 | 路線     | 方向 | 目的地                         | 備註                                   |
| ---- | -------- | ---- | ------------------------------ | -------------------------------------- |
| 1    | 江之島線 | 下行 | 片瀨江之島方向                 | 此月台只限10輛編組列車停靠             |
| 1    | 江之島線 | 上行 | 相模大野、新宿、千代田線方面向 | 此月台只限10輛編組列車停靠             |
| 2    | 江之島線 | 下行 | 片瀨江之島方向                 | 軌道與3號月台共用 只限往新宿的部分特急 |
| 2    | 江之島線 | 上行 | 相模大野、新宿、千代田線方向   | 軌道與3號月台共用 只限往新宿的部分特急 |
| 3、4 | 江之島線 | 上行 | 相模大野、新宿、千代田線方向   | 3號月台的軌道與2號月台共用             |

- 1、2號月台設有附設空調的候車室與商店。3、4號月台僅有自動販賣機。
- 實際上，上下行兩方向可進入所有月台，每個月台也都能行駛上下行兩方向。停靠月台雖維持一定程度的規則性，但仍有特殊案例存在。
  - 上行列車中，浪漫特快在1、2號月台發車，快速急行與10輛編組急行在1號月台發車，6輛編組急行與各站停車在3、4號月台發車。另外，各站停車與6輛編組急行中，在本站折返的上行電車原則上使用3號月台。
  - 下行列車通常在1、2號月台發車，依照實際情況會有例外狀況產生。
  - 進入3號月台的上行電車也會開啟作為下車月台的2號月台側車門。但是，下行電車進入2號月台時，不開啟3號月台側的車門。
  - 止於藤澤的浪漫特快在折返時從3號月台出發。
  - 以本站為終點的部分下行電車駛入4號月台。
- 4號月台夜間停放6輛編組列車。

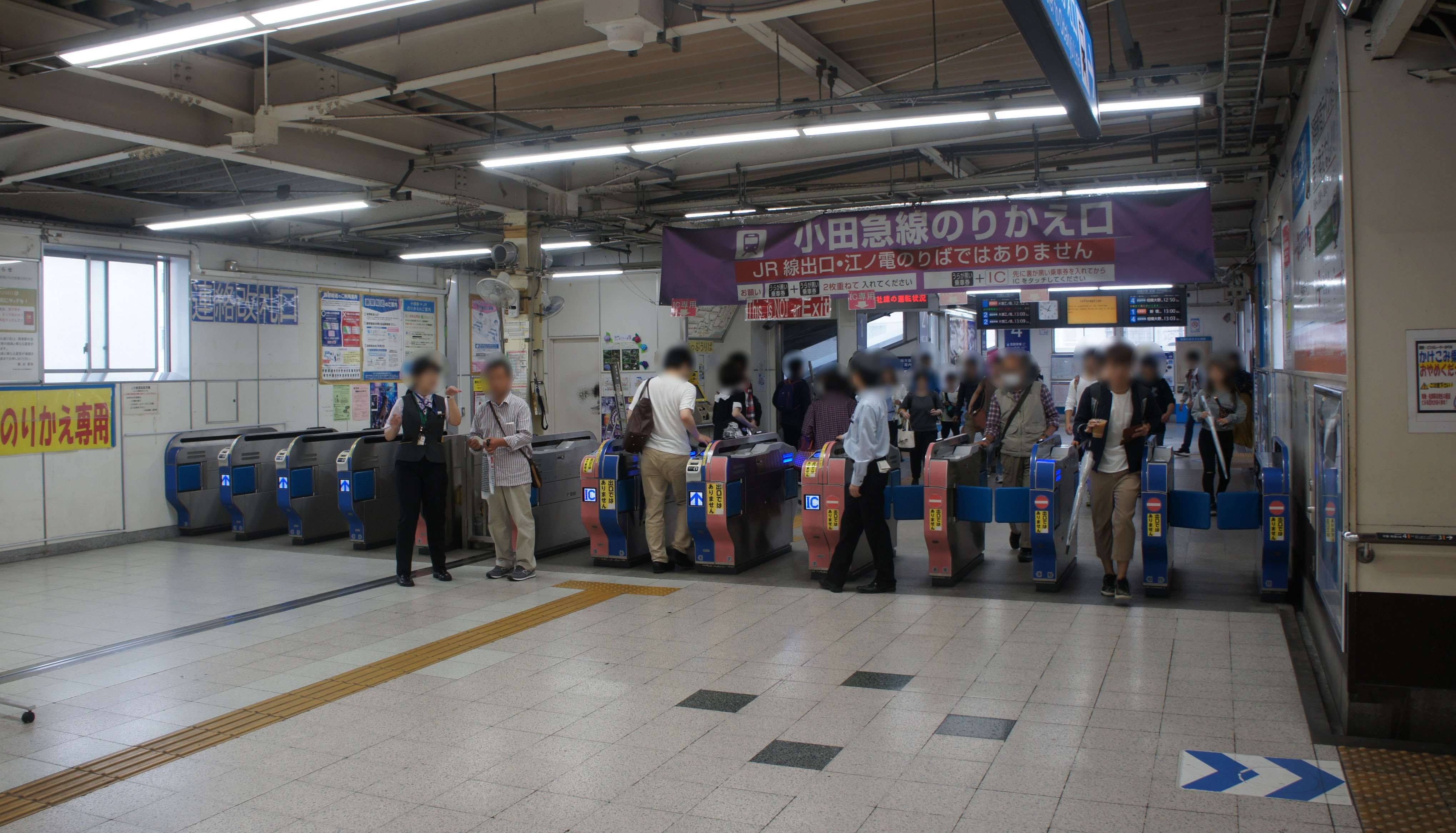
JR、小田急聯絡閘口（2019年6月）
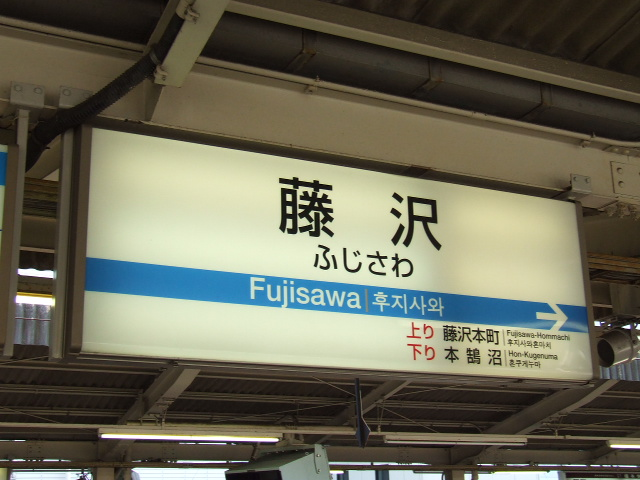
站名牌
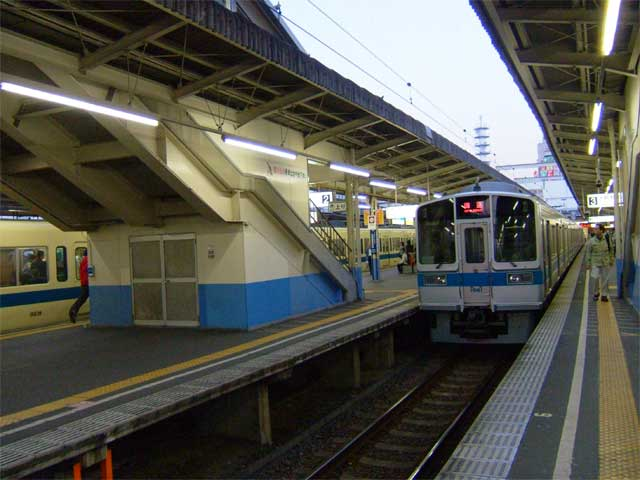
月台
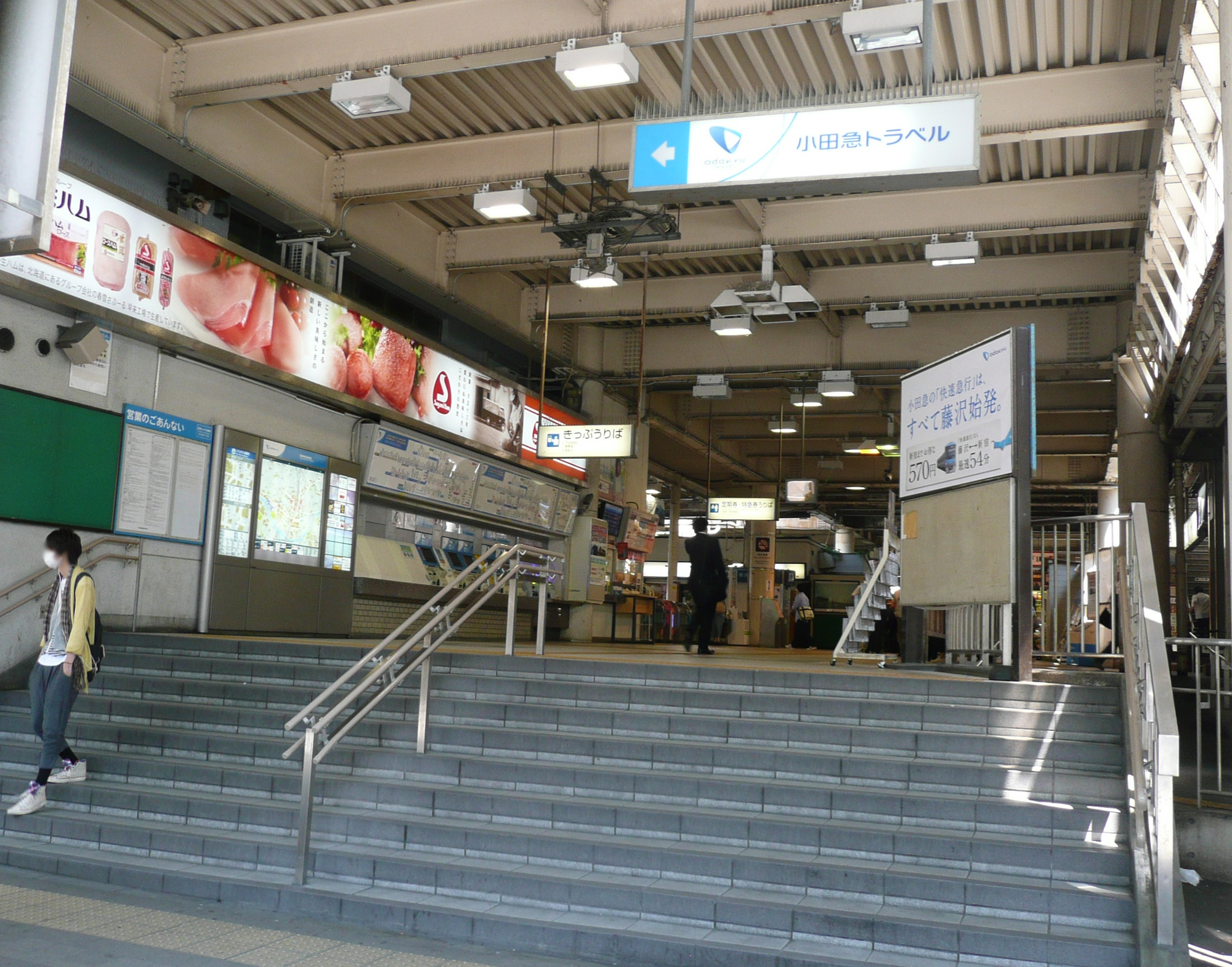
南口1樓小田急剪票口前（2012年5月）

### 江之島電鐵
江之島電鐵站區設於與JR、小田急藤澤車站南口公車總站南側的小田急百貨店藤澤店（原江之電百貨店）之二樓部分，並以附設屋頂的行人天橋與JR、小田急的站區連接。
廁所在乘車月台頂端（石上站側）。2006年7月起，月台中央設置多功能廁所。
剪票口外有「江之電商品店」，一旁有咖啡廳「江之電的珈琲屋」。
在此站區啟用前，江之島電鐵站區位於地面，並與JR站區相鄰。但隨著車站周邊地區重建而需要搬遷。為了錯開車站周邊交通的動線，搬遷時曾考慮將站區地下化。但因需要符合耐火規定而放棄，改為將車站高架化。這是路面電車線很少見的設計。
軌道中央設有代表路線起點的0公里路標，而末端則設置了德國RAWIE公司製造的止衝擋。RAWIE公司的歷史與江之島電鐵相若，其產品在日本主要是關西地區和部分關東地區的大手私鐵使用，江之島電鐵是少數日本中小型私鐵採用該公司的產品。
本站僅有1線。線路兩側分別為上下車月台。剪票口往左為乘車月台。江之電列車分為2輛編組與4輛編組，列車到站時有廣播提示以地板黃色或綠色作為乘車位置。
乘車月台中央下有0km里程牌。

#### 月台配置
| 月台     | 目的地           |
| -------- | ---------------- |
| 左方月台 | 江之島、鎌倉方向 |
| 右方月台 | 下車專用月台     |

- 剪票口
- 軌道末端止衝擋上的小裝飾
- 0km里程牌

## 使用情況
作為藤澤市的中心車站，2012年度各路線合計的一日上下車人次約39萬人，是湘南地域運量最高的車站。
- JR東日本 - 2019年度1日平均上車人次為108,873人[利用客数 1]。
全公司次於目黑站排名第32位，神奈川縣內次於戶塚站名列第5位。
- 小田急電鐵 - 2016年度1日平均上下車人次為164,255人[利用客数 2]。
全公司車站中，次於代代木上原站位居第4，同時是江之島線內使用人數最多的車站。
- 江之島電鐵 - 2015年度1日平均上下車人次為22,165人[利用客数 3]。
全公司車站中僅次於鎌倉站高居第2位。

### 各年度1日平均上下車人次
近年1日平均上下車人次變化如下表。
| 年度               | 小田急電鐵         | 小田急電鐵 | 江之島電鐵         | 江之島電鐵 |
| 年度               | 1日平均 上下車人次 | 增長率     | 1日平均 上下車人次 | 增長率     |
| ------------------ | ------------------ | ---------- | ------------------ | ---------- |
| 1930年（昭和05年） | 1,955              |            |                    |            |
| 1935年（昭和10年） | 1,862              |            |                    |            |
| 1940年（昭和15年） | 4,556              |            |                    |            |
| 1946年（昭和21年） | 18,979             |            |                    |            |
| 1950年（昭和25年） | 21,671             |            |                    |            |
| 1955年（昭和30年） | 28,612             |            |                    |            |
| 1960年（昭和35年） | 40,239             |            |                    |            |
| 1965年（昭和40年） | 65,948             |            |                    |            |
| 1970年（昭和45年） | 84,713             |            |                    |            |
| 1975年（昭和50年） | 98,948             |            |                    |            |
| 1980年（昭和55年） | 118,798            |            |                    |            |
| 1985年（昭和60年） | 138,261            |            |                    |            |
| 1990年（平成02年） | 161,123            |            |                    |            |
| 1993年（平成05年） | 166,924            |            |                    |            |
| 1995年（平成07年） | 165,038            |            |                    |            |
| 2000年（平成12年） | 142,096            |            |                    |            |
| 2002年（平成14年） | 138,215            |            | 19,018             |            |
| 2003年（平成15年） | 140,228            | 1.5%       | 19,670             | 3.4%       |
| 2004年（平成16年） | 141,484            | 0.9%       | 19,349             | −1.6%      |
| 2005年（平成17年） | 142,109            | 0.4%       | 19,658             | 1.6%       |
| 2006年（平成18年） | 144,419            | 1.6%       | 20,048             | 2.0%       |
| 2007年（平成19年） | 151,985            | 5.2%       | 20,886             | 4.2%       |
| 2008年（平成20年） | 153,515            | 1.0%       | 20,785             | −0.5%      |
| 2009年（平成21年） | 153,314            | −0.1%      | 22,953             | 10.4%      |
| 2010年（平成22年） | 154,045            | 0.5%       | 26,001             | 13.3%      |
| 2011年（平成23年） | 153,771            | −0.2%      | 23,542             | −9.5%      |
| 2012年（平成24年） | 157,819            | 2.6%       | 20,275             | −13.9%     |
| 2013年（平成25年） | 160,538            | 1.7%       | 20,870             | 3.8%       |
| 2014年（平成26年） | 159,074            | −0.9%      | 21,478             | 2.9%       |
| 2015年（平成27年） | 162,345            | 2.1%       | 22,165             | 3.2%       |
| 2016年（平成28年） | 164,255            | 1.2%       | 22,769             | 2.7%       |
| 2017年（平成29年） | 165,124            | 0.5%       | 23,240             | 2.1%       |
| 2018年（平成30年） | 166,999            | 1.1%       | 23,722             | 2.1%       |

### 各年度1日平均上車人次
近年1日平均上車人次變化如下表。
| 年度               | JR東日本 | 小田急電鐵 | 江之島電鐵 | 來源                |
| ------------------ | -------- | ---------- | ---------- | ------------------- |
| 1995年（平成07年） | 103,085  | 82,215     | 12,327     | [ 乗降データ 3 ]    |
| 1998年（平成10年） | 99,985   | 77,254     | 12,246     | [ 神奈川県統計 1 ]  |
| 1999年（平成11年） | 95,373   | 72,825     | 11,984     | [ 神奈川県統計 2 ]  |
| 2000年（平成12年） | 92,640   | 70,187     | 12,107     | [ 神奈川県統計 2 ]  |
| 2001年（平成13年） | 92,231   | 69,233     | 12,064     | [ 神奈川県統計 3 ]  |
| 2002年（平成14年） | 92,187   | 68,348     | 11,677     | [ 神奈川県統計 4 ]  |
| 2003年（平成15年） | 93,411   | 69,159     | 11,909     | [ 神奈川県統計 5 ]  |
| 2004年（平成16年） | 94,192   | 70,422     | 12,040     | [ 神奈川県統計 6 ]  |
| 2005年（平成17年） | 95,436   | 70,788     | 12,322     | [ 神奈川県統計 7 ]  |
| 2006年（平成18年） | 97,128   | 71,836     | 12,471     | [ 神奈川県統計 8 ]  |
| 2007年（平成19年） | 101,691  | 75,490     | 14,004     | [ 神奈川県統計 9 ]  |
| 2008年（平成20年） | 102,629  | 76,197     | 14,105     | [ 神奈川県統計 10 ] |
| 2009年（平成21年） | 102,240  | 76,115     | 15,154     | [ 神奈川県統計 11 ] |
| 2010年（平成22年） | 102,284  | 76,484     | 16,520     | [ 神奈川県統計 12 ] |
| 2011年（平成23年） | 102,054  | 76,397     | 15,645     | [ 神奈川県統計 13 ] |
| 2012年（平成24年） | 104,300  | 78,359     | 10,053     | [ 神奈川県統計 14 ] |
| 2013年（平成25年） | 106,254  | 79,684     | 10,596     | [ 神奈川県統計 15 ] |
| 2014年（平成26年） | 105,361  | 78,920     | 10,893     | [ 神奈川県統計 16 ] |
| 2015年（平成27年） | 107,447  | 80,393     | 11,226     | [ 神奈川県統計 17 ] |
| 2016年（平成28年） | 108,205  | 81,315     | 11,525     | [ 神奈川県統計 18 ] |
| 2017年（平成29年） | 108,917  | 81,685     | 12,096     |                     |
| 2018年（平成30年） | 109,617  | 82,554     | 12,410     |                     |
| 2019年（令和元年） | 108,873  |            |            |                     |

## 周邊

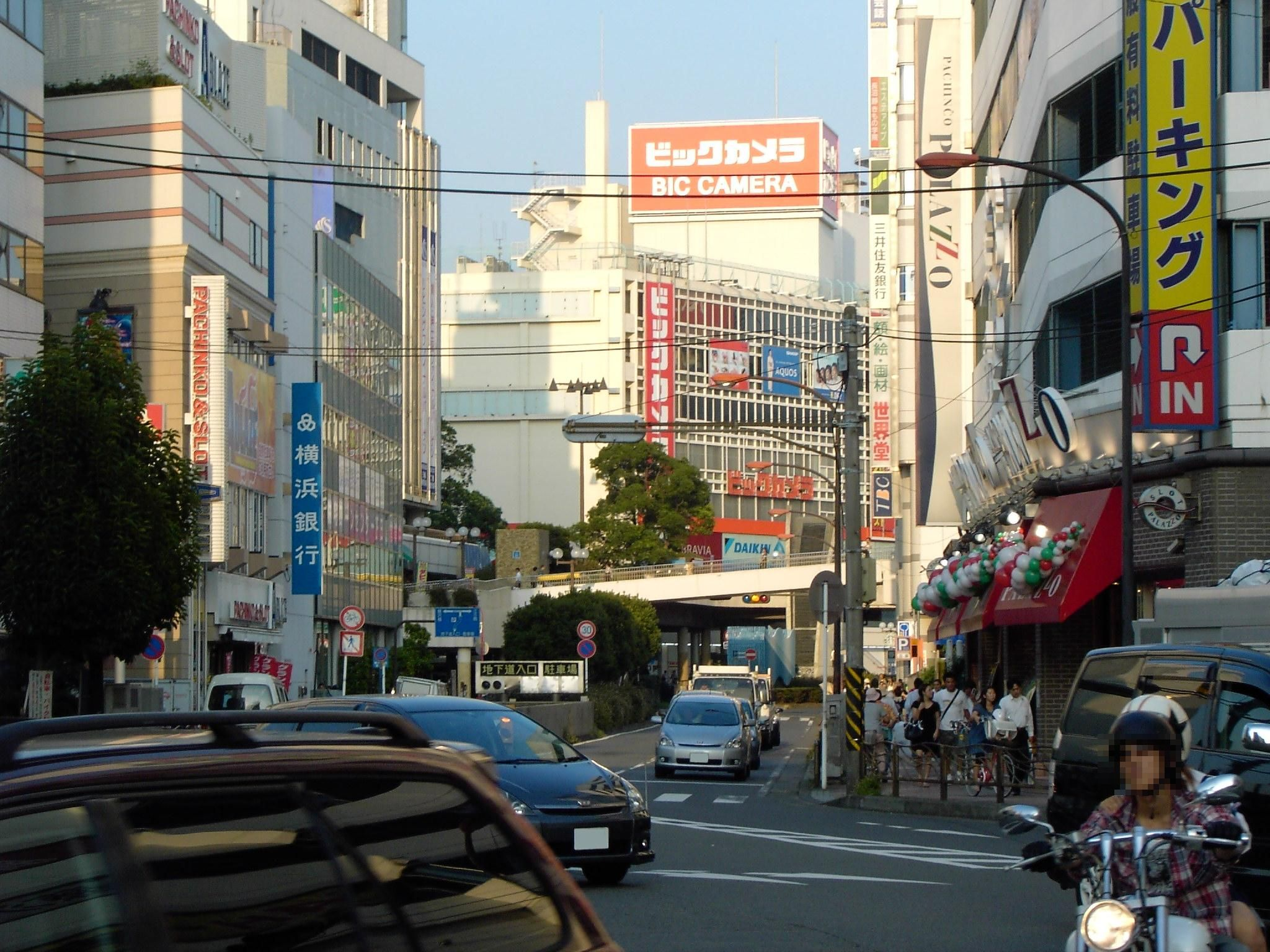
北口周邊。

車站周邊是湘南地方重要的繁華街，百貨店與大型超市林立，眾多商店與餐廳聚集的商店街往各方向延伸。另外，許多銀行、證券、保險公司也在附近設立分行。
藤澤市役所位於車站西側國道467號對側，其周圍有許多行政機關。
本站周邊地形是往境川傾斜的斜坡地，國道467號與東海道本線利用此地形在車站東側立體交會。
道路呈現以車站為中心的放射狀分布，東西向的東海道本線造成此地南北道路稀少，假日車站周邊道路容易堵塞。

### 道路
- 國道467號（日语：国道467号）
- 神奈川縣道306號藤澤停車場線（日语：神奈川県道306号藤沢停車場線） - 北口側
- 神奈川縣道32號藤澤鎌倉線（日语：神奈川県道32号藤沢鎌倉線） - 南口側

### 公共設施

#### 北口方向
- 藤澤市役所
- 藤澤稅務署（日语：税務署）
- 藤澤公共職業安定所（日语：公共職業安定所）
- 藤澤簡易裁判所（日语：藤沢簡易裁判所）
- 藤澤區檢察廳（日语：区検察庁）
- 日本年金機構（日语：日本年金機構）藤澤年金事務所

#### 南口方向
- 藤澤市民會館
- 南市民圖書館
- 秩父宮紀念體育館
- 神奈川縣藤澤合同廳舍

### 企業
- 藤澤FM放送（日语：藤沢エフエム放送）
- 日本精工藤澤工場、技術中心

### 商業設施

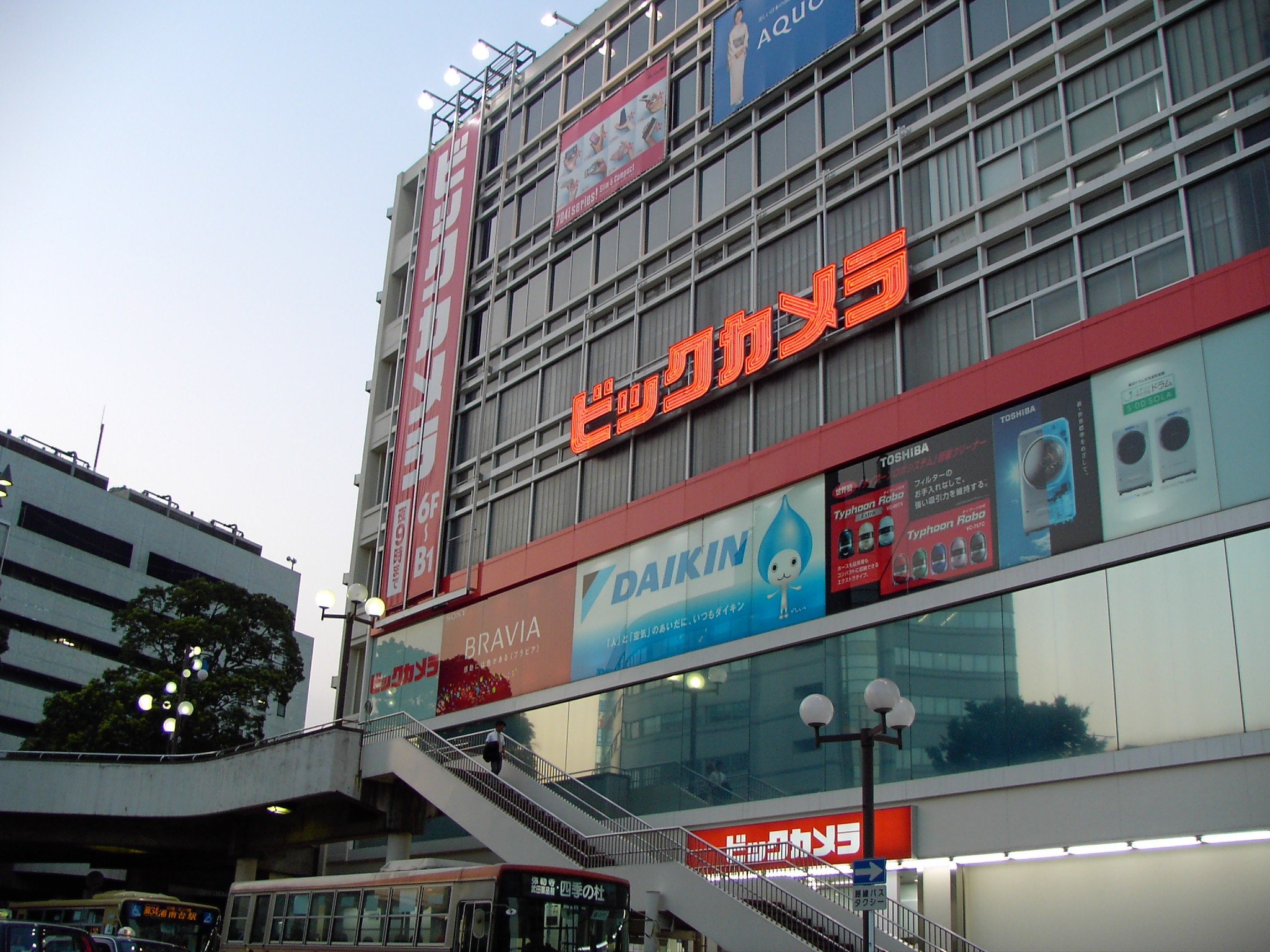
BIC CAMERA藤澤店

- 雜賀屋（日语：さいか屋）
- OK（日语：オーケー）
- 藤澤名店大樓（フジサワ名店ビル）
  - 有隣堂
- 藤澤PRIME（藤沢プライム）
- OPA（日语：OPA）
  - 永旺市場（日语：イオンマーケット）
- 小田急百貨店（日语：小田急百貨店）
- 大榮藤澤店（日语：ダイエー藤沢店）
- 伊藤洋華堂藤澤店
- 唐吉訶德藤澤站前店
- 藤澤PLAZA（藤沢プラザ）
  - 安利美特藤澤店
- BIC CAMERA（地下1～6樓）／淳久堂書店（7～8樓）
- LUMINE藤澤店
  - 世界堂（日语：世界堂）LUMINE藤澤店
- 藤澤車站大樓LIERRE藤澤（リエール藤沢）
- HARD・OFF／OFF・HOUSE／Hobby・OFF（日语：ハードオフコーポレーション）藤澤店
- SUMMIT STORE藤澤店
- 山神拳擊館（日语：山神ボクシングジム）

### 郵局、金融機關
- 藤澤郵便局（日语：藤沢郵便局 (神奈川県)）
  - 郵貯銀行藤澤店
  - 簡保生命藤澤支店
- 藤澤南口郵便局
- 藤澤南仲通郵便局
- 橫濱銀行藤澤支店、藤澤中央支店
- 駿河銀行（日语：スルガ銀行）藤澤支店
- 三菱東京UFJ銀行藤澤支店
- 瑞穗銀行藤澤支店
- 三井住友銀行藤澤支店
- 新生銀行藤澤支店
- 三井住友信託銀行藤澤支店
- 靜岡銀行藤澤支店
- 野村證券藤澤支店
- 大和證券藤澤支店
- SMBC日興證券藤澤支店
- 三菱UFJ摩根史坦利證券藤澤支店

### 補習班
- 四谷學院（日语：四谷学院）藤澤校
- 秀英預備校（日语：秀英予備校）藤澤本部校
- 明光義塾（日语：明光義塾）藤澤教室
- 城南預備校（日语：城南予備校）湘南藤澤校
- 早稻田塾（日语：早稲田塾）藤澤校
- 東進High School（日语：東進ハイスクール）藤澤校
- 河合塾（日语：河合塾）藤澤現役館
- 駿台預備學校（日语：駿台予備学校）藤澤校
- 臨海講座（日语：臨海セミナー）藤澤北校、藤澤南校
- CG中萬學院藤澤教室

## 巴士路線

### 北口（藤澤站北口）
神奈川中央交通、江之電巴士藤澤、成田空港交通、富士急山梨巴士
- 1號乘車處（神奈中）
  - ［藤01］往高山車庫（日语：神奈川中央交通茅ヶ崎営業所藤沢操車所）（經神明町）
- 2號乘車處（神奈中）
  - ［戶81］往戶塚巴士中心（經影取、原宿）
  - ［藤54］往俣野公園、橫濱藥大前（同上）
  - ［船65］往大船站西口（經影取、公文國際學園） ※僅傍晚、夜間
- 3號乘車處
  - ［藤04］往辻堂團地（經長久保）（神奈中、江之電）
  - ［藤06］往辻堂站南口（同上）（神奈中、江之電） ※江之電巴士平日3班
- 4號乘車處（江之電）
  - 往鵠沼車庫前（經藤原）
- 5號乘車處（神奈中）
  - ［船32］往大船站西口（經柄澤橋、渡內）
  - ［船33］往大船站西口（柄澤橋、關谷交流道）
- 6號乘車處
  - ［藤60］柄澤循環（神奈中）
  - ［藤101］藤岡循環（神奈中）（平日早晨除外）
  - ［藤102］藤岡1、2丁目循環（神奈中） （僅平日早晨）
  - ［藤103］藤岡3丁目循環（神奈中） （同上）
  - ［機場接駁巴士］往成田機場（成田空港交通）
  - [Highland Express]往河口湖站（神奈中、富士急山梨）
- 7、8號乘車處
  - 下車處
  - 東京站、新宿站發車的深夜急行巴士停靠北口（神奈中）
- 9號乘車處（神奈中）
  - ［藤02］往高山車庫（經上村）
  - ［藤03］往辻堂站北口（同上）
  - ［藤07］往茅崎站北口（經南仲通）
  - ［藤08］往茅崎站北口（經藤澤市民醫院） ※平日早晨、白天
  - ［藤09］往辻堂站北口（經南仲通）
  - ［藤10］往辻堂站北口（經藤澤市民醫院） ※平日早晨、白天
  - ［藤12］往湘南生活城（日语：湘南ライフタウン）（經南仲通、大庭隧道、駒寄）
  - ［藤13］往湘南生活城（經藤澤市民醫院、大庭隧道、駒寄） ※平日3班
  - ［藤15］往湘南生活城（經南仲通、大六天、鄉村俱樂部） ※1日2～5班
  - ［藤39］往湘南台站西口（經南仲通、大六天、鄉村俱樂部、大辻、湘南生活城）
- 10號乘車處（神奈中）
  - ［藤34］往湘南台站西口（經南仲通、大六天、一色上）
  - ［藤35］往荏原工業團地（經南仲通）
  - ［藤36］往善行站（經南仲通）
  - ［藤38］往老人中心（同上） ※1日3～4班
  - ［藤45］往荏原工業團地（經藤澤市民醫院）
  - ［藤46］往善行站（經藤澤市民醫院）
  - ［藤51］往湘南台站東口（經藤澤市民醫院、下屋敷）
  - ［藤58］往六會日大前站（同上）
  - ［藤59］往俣野公園、橫濱藥大前（經下屋敷） ※1日1班
- 11號乘車處（江之電）
  - 往大船站東口（經武田藥品前、四季之杜）
  - 往武田藥品前 ※平日4班
  - 往四季之杜（經武田藥品前） ※1日2班

### 南口（藤澤站南口）
江之電巴士藤澤、京濱急行巴士、南海巴士、北陸鐵道、羽後交通
- 1號乘車處（江之電）
  - 往鎌倉站（經川名橋、深澤）
  - 往鎌倉站（經富士見丘、深澤） ※僅夜間
  - 往桔梗山（同上）
- 2號乘車處（江之電）
  - 小動循環（經富士見丘、津村、腰越站） ※平日に1班停於小動
  - 七里濱東台循環（經富士見丘、津村、腰越站、七里濱） ※1日2～4班
  - 片瀨山循環（經富士見丘、西鎌倉、片瀨山）（下方為反向）
- 3號乘車處（江之電）
  - 片瀨山循環（經片瀨山、西鎌倉）
  - 往湘南車庫（經片瀨山、西鎌倉）
  - 往津村（經片瀨山、西鎌倉）
  - 往辻堂站南口（經江之島海岸、鵠沼海岸） ※平日2班
  - 往江之島（經江之島海岸）
  - 往湘南港棧橋（同上） ※平日3班
- 4號乘車處（江之電）
  - 往大船站東口（經富士見丘、長島） ※1日1～5班
  - 急行 往長島  ※平日早晨
  - 往長島（經富士見丘）※1日1班
  - 往湘南車庫（日语：江ノ電バス藤沢・湘南営業所）（經富士見丘）
- 5號乘車處（江之電）
  - 往高根
- 6號乘車處
  - 下車處
- 7號乘車處
  - 往羽田機場（江之電、京急）
  - ［高速·夜行堺線］往JR堺市站前（經京都站、OCAT、難波高速巴士總站、南海堺站前、南海堺東站前）（江之電、南海）
  - ［高速·夜行福井、金澤線］往金澤站東口（日语：金沢駅バスターミナル）（經鎌倉站東口、橫濱站西口、福井站東口）（江之電、北陸鐵道）
  - ［高速·夜行田澤湖線］往田澤湖站前（經橫手巴士總站（日语：横手バスターミナル）、大曲巴士總站、角館營業所）（江之電、羽後交通）
- 8號乘車處
  - 渡內循環（經川名橋）（江之電）
  - 教養中心循環（經湘南深澤、笛田）（江之電）
  - 往湘南鎌倉綜合醫院（經四季之杜）（江之電）
  - 阿自倍爾（日语：アズビル）（舊山武）直通（早晨運行。僅公司員工與來訪人士可搭乘）

## 相鄰車站
東日本旅客鐵道
 東海道線
- 特急「湘南」停車站

■快速「ACTY」
大船（JT 07）－藤澤（JT 08）－茅崎（JT 10）
■普通
大船（JT 07）－藤澤（JT 08）－辻堂（JT 09）
 湘南新宿線
■特別快速
大船（JS 09）－藤澤（JT 08）－茅崎（JT 10）
■快速（下行列車從戶塚站起為「普通」）
大船（JS 09）－藤澤（JT 08）－辻堂（JT 09）
東海道貨物線
大船－藤澤－茅崎
 小田急電鐵
 江之島線
- □特急Romance Car「江之島」「Homeway」停車站

■快速急行（僅平日）、■急行（急行從本站以南只有上行班次運行）
湘南台（OE-09）－藤澤（OE-13）
■快速急行（週六日）、■急行（急行從本站以南只有上行班次運行）
湘南台（OE 09）－藤澤（OE 13）－片瀨江之島（OE 16）
■各站停車
藤澤本町（OE 12）－藤澤（OE 13）－本鵠沼（OE 14）
 江之島電鐵
 江之島電鐵線
藤澤（EN01）－石上（EN02）

### 使用情況
JR、私鐵1日平均使用人數
1. ↑  各駅の乗車人員 （页面存档备份，存于） - JR東日本
2. ↑  1日平均乗降人員 （页面存档备份，存于） - 小田急電鉄
3. ↑  江ノ電グループ会社要覧2016PDF - 江ノ島電鉄

JR東日本1999年度以後的上車人次
1. ↑  各駅の乗車人員（1999年度） （页面存档备份，存于） - JR東日本
2. ↑  各駅の乗車人員（2000年度） （页面存档备份，存于） - JR東日本
3. ↑  各駅の乗車人員（2001年度） （页面存档备份，存于） - JR東日本
4. ↑  各駅の乗車人員（2002年度） （页面存档备份，存于） - JR東日本
5. ↑  各駅の乗車人員（2003年度） （页面存档备份，存于） - JR東日本
6. ↑  各駅の乗車人員（2004年度） （页面存档备份，存于） - JR東日本
7. ↑  各駅の乗車人員（2005年度） （页面存档备份，存于） - JR東日本
8. ↑  各駅の乗車人員（2006年度） （页面存档备份，存于） - JR東日本
9. ↑  各駅の乗車人員（2007年度） （页面存档备份，存于） - JR東日本
10. ↑  各駅の乗車人員（2008年度） （页面存档备份，存于） - JR東日本
11. ↑  各駅の乗車人員（2009年度） （页面存档备份，存于） - JR東日本
12. ↑  各駅の乗車人員（2010年度） （页面存档备份，存于） - JR東日本
13. ↑  各駅の乗車人員（2011年度） （页面存档备份，存于） - JR東日本
14. ↑  各駅の乗車人員（2012年度） （页面存档备份，存于） - JR東日本
15. ↑  各駅の乗車人員（2013年度） （页面存档备份，存于） - JR東日本
16. ↑  各駅の乗車人員（2014年度） （页面存档备份，存于） - JR東日本
17. ↑  各駅の乗車人員（2015年度） （页面存档备份，存于） - JR東日本
18. ↑  各駅の乗車人員（2016年度） （页面存档备份，存于） - JR東日本
19. ↑  各駅の乗車人員（2017年度） （页面存档备份，存于） - JR東日本
20. ↑  各駅の乗車人員（2018年度） （页面存档备份，存于） - JR東日本
21. ↑  各駅の乗車人員（2019年度） （页面存档备份，存于） - JR東日本

JR、私鐵的統計資料
1. 1 2  統計年報 （页面存档备份，存于） - 藤沢市
2. ↑  各種報告書 （页面存档备份，存于） - 関東交通広告協議会
3. ↑   (PDF).   [2017-07-07]. （原始内容 (PDF)存档于2017-08-01）.

神奈川縣縣勢要覽
1. ↑  平成12年
2. 1 2  平成13年PDF
3. ↑  平成14年PDF
4. ↑  平成15年PDF
5. ↑  平成16年PDF
6. ↑  平成17年PDF
7. ↑  平成18年PDF
8. ↑  平成19年PDF
9. ↑  平成20年PDF
10. ↑  平成21年PDF
11. ↑  平成22年PDF
12. ↑  平成23年PDF
13. ↑  平成24年PDF
14. ↑  平成25年PDF
15. ↑  平成26年PDF
16. ↑  平成27年PDF
17. ↑  平成28年PDF
18. ↑  平成29年PDF

## 外部連結
- 車站資訊（藤澤）：東日本旅客鐵道（日語）
- 藤澤 - 小田急電鐵（日語）
- 藤澤站 （页面存档备份，存于） - 江之島電鐵（日語）